# 星に願いを
『星に願いを』（ほしにねがいを、原題：When You Wish upon a Star）は、ネッド・ワシントン作詞、リー・ハーライン作曲の1940年に発表された楽曲。

## 解説
1940年のディズニー映画『ピノキオ』の主題歌。コオロギ「ジミニー・クリケット」を演ずるクリフ・エドワーズが歌い、オープニングクレジットと最後のシーンで流れる。その年のアカデミー賞の作曲賞、歌曲賞を獲得した。この曲はオスカーを獲得した最初のディズニーソングであり、「小さな世界」「ミッキーマウス・マーチ」と並んでディズニーを象徴する代表的な曲として知られている。なお、2004年に発表されたアメリカン・フィルム・インスティチュートによるアメリカ映画主題歌ベスト100の第7位に入っている。
日本やスウェーデン、フィンランド、ノルウェー、デンマーク等北欧諸国では「ベツレヘムの星」と重ね合わせ、しばしばクリスマスソングとして取り上げられている。スウェーデン語では「サー・デュ・シュトジャーナン・イ・デット・ブロ（Ser du stjärnan i det blå）」（空に青い星が見えますか）、デンマーク語では「ヌール・デュ・セル・エ・スティルネスクド」(流れ星を見ると)と題名がつけられている。なお、サウンドトラックに収録されている日本語詞は島村葉二の訳詞だが、他にも東龍男の訳詞などが存在する。小鳩くるみは自身の訳詞（わしづなつえ名義）で歌っている。
1985年に公開された『コルドロン』以降、ウォルト・ディズニー・ピクチャーズ作品のオープニングロゴにてこの曲がジングルとして使用されている（ロゴアニメーションを独自にアレンジした作品など一部を除く）。また、ディズニー・クルーズ・ラインの周遊船のうちディズニー・マジックとディズニー・ワンダーは『星に願いを』の最初の7音を鳴らすエアホーンを装備している。
2005年8月26日にフジテレビとディズニー初の共同制作で放送されたプラネタリウムエンジニア・大平貴之の伝記ドラマ『星に願いを〜七畳間で生まれた410万の星〜』のモチーフソングとしてこの曲が用いられた。

## カバー
この曲はディズニーソングとして『白雪姫』の「いつか王子様が」同様にジャズスタンダードとして、ジャンルを問わず、数多くのアーティストにカバーされている。
ルイ・アームストロングのアルバム『サッチモ・シングス・ディズニー』のバージョンをはじめ、リンダ・ロンシュタット、ジューン・クリスティ、デイヴ・ブルーベック・カルテット、グレン・ミラー、アル・ボウリー、ベラ・リン、シャカタク、ハリー・ジェームズ、ジョー・パス、キース・ジャレット・トリオ、マンハッタン・トランスファー、サン・ラ、ジェイソン・ベッカー、レオン・レッドボーン、ウィントン・マルサリス、グレゴリー・ポーター、ビル・エヴァンス、ビル・フリゼール、ロッド・スチュワート、シャーリー・バッシー、リンゴ・スター、ビリージョエル等が取り上げている。
日本では1959年公開の吹き替え版では宮本正、1983年公開の吹き替え版では田村しげるが歌唱しており、矢沢永吉、平井堅、May J.、三浦大知等が取り上げているほか、宮本の孫である宮本笑里によるヴァイオリンカバーも存在する。